# قطعنامه ۱۴۴۹ شورای امنیت
قطعنامه ۱۴۴۹ شورای امنیت سازمان ملل متحد که در تاریخ ۱۳ دسامبر ۲۰۰۲ تصویب شد، سندی بین‌المللی دربارهٔ دادگاه جنایی بین‌المللی برای رواندا است. این قطعنامه طی نشست ۴۶۶۶ام با ۱۵ رای موافق، ۰ مخالف و ۰ ممتنع تصویب شد.